# Thang máy đồi Montmartre
Thang máy đồi Montmartre (tiếng Pháp: Funiculaire de Montmartre) là một hệ thống thang máy tự động nằm ở Quận 18 thành phố Paris. Gồm hai buồng độc lập vận hành bằng động cơ điện, thang máy có hai trạm, nối từ chân đồi Montmartre lên tới đỉnh, vị trí của nhà thờ Sacré-Cœur. Được bắt đầu khai thác vào năm 1900, hiện nay hệ thống thang máy này do công ty RATP quản lý.
Thang máy đồi Montmartre không chỉ là một thang máy đơn thuần. Với vị trí một trong những điểm thu hút nhất Paris, hành khách sử dụng thang máy phần đông là khách du lịch. Phần còn lại là người dân Paris tới thăm nhà thờ hay đến hưởng không khí của Montmartre và quảng trường Tertre trên đỉnh đồi. Ngày nay, thang máy đồi Montmatre vận chuyển khoảng 2 triệu lượt khách mỗi năm.
| Métro Paris | Bến tàu điện ngầm: Anvers hoặc Abbesses |

## Hệ thống thang máy
Nằm ở phía Bắc thành phố Paris, thang máy đồi Montmartre dài 108 mét với hai trạm có độ cao chênh lệch 36 mét. Trạm dưới chân đồi nằm giữa hai quảng trường Saint-Pierre và Suzanne-Valadon, trạm trên đỉnh nằm cạnh phố Cardinal-Dubois. Đường chạy của thang máy song song với phố Foyatier, là một cầu thang bộ dài 220 bậc. Chủ yếu dành cho khách du lịch, thang máy đồi Montmartre mở cửa cả bảy ngày trong tuần, từ 6 giờ tới 0 giờ 45. Mỗi chuyến, thang máy chạy hết khoảng 1 phút 30 giây. Trung bình mỗi ngày thang máy vận chuyển 6.000 lượt khách, tức khoảng 2 triệu hành khách mỗi năm.
Hệ thống thang máy hiện nay được sử dụng từ năm 1 tháng 6 năm 1991 do công ty Pomagalski SA xây dựng. Vận hành bằng động cơ điện với cáp tời, đường ray của thang máy rộng 1,44 mét, có độ dốc trung bình 35,2%. Hai buồng thang máy hoạt động độc lập, sức chứa khoảng 60 người. Hai trạm sử dụng chất liệu kính, cả cho phần mái, là tác phẩm của kiến trúc sư François Deslaugiers. Còn khai buồng thang máy do nhà thiết kế Roger Tallon thực hiện. Roger Tallon cũng là người vẽ mẫu cho các tàu TGV Atlantique.
Không chỉ giúp du khách lên xuống, thang máy đồi Montmartre đã trở thành một phần trong quang cảnh thành phố Paris. Một số tác phẩm văn học, điện ảnh, truyền hình... sử dụng khu phố Montmartre, nhà thờ Sacré-Cœur và thang máy làm bối cảnh. Thang máy cùng nhà thờ cũng được xuất hiện tại nhiều công viên mô hình thu nhỏ như Mini-Europe ở Bruxelles hay France miniature ở Élancourt.
| Mặt cắt của hệ thống thang máy |  |
|                                |  |

## Lịch sử

### Xây dựng

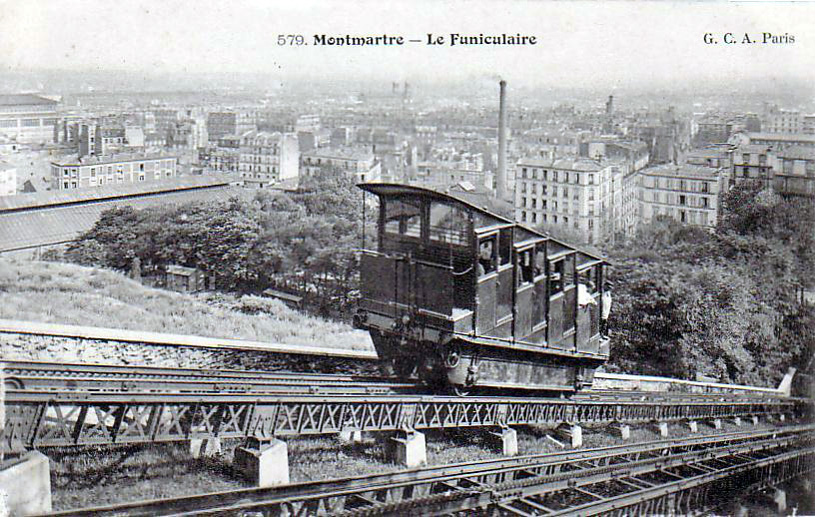
Hệ thống thang máy đầu tiên

Việc xây dựng thang máy đồi Montmartre được Hội đồng thị chính Paris quyết định vào năm 1891, phục vụ du khách thăm nhà thờ Sacré-Cœur, công trình được xây dựng trên đỉnh đồi. Theo bản thiết kế đầu tiên, thang máy sử dụng hệ thống kéo điện và đường ray dài hơn rất nhiều so với hiện nay, gồm 6 điểm dừng và không chỉ hai bến cuối. Cuối cùng, khi hoàn thành, thang máy đồi Montmartre đơn giản hơn nhiều so với bản vẽ đầu.
Giữa tháng 7 năm 1900, thang máy đồi Montmartre được đưa vào sử dụng. Hãng Decauville đứng tên khai thác với một hợp đồng chuyển nhượng có giá trị tới năm 1931. Trong khoảng 24 tháng 11 năm 1900 tới 22 tháng 3 năm 1901, thang máy đồi Montmartre phải đóng cửa vì không xin được giấy phép của sở cảnh sát thành phố.
Hệ thống đầu tiên này sử dụng một đối trọng nước để dịch chuyển. Phía dưới đáy mỗi buồng thang máy có một thùng kín dung tính 5 m³. Khi một buồng lên tới trạm trên đỉnh, nước được bơm đầy thùng, sẽ kéo buồng còn lại lên nhờ trọng lực của nước và hành khách. Một trạm bơm được đặt phía dưới hoạt động đưa nước lên trạm trên. Đường ray thang máy gồm hai tuyến với khoảng cách tiêu chuẩn và trang bị một đường ray răng để có thể hãm tốc độ. Các buồng thang máy có sức chứa 48 hành khách, chia thành bốn ô nhỏ, xếp như bậc cầu thang. Ở đầu buồng còn có ô dành cho người lái, chịu trách nhiệm hệ thống phanh.
Hệ thống này đã chuyên chở một triệu hành khách mỗi năm trong khoảng thời gian là 30 năm.

### Sửa chữa năm 1935
Sau khi hết hợp đồng với công ty Decauville, chính quyền thành phố và tỉnh Seine giao quyền khai thác cho Công ty giao thông công cộng vùng Paris. Để hiện đại hóa hệ thống thang máy, việc khai thác tạm thời dừng lại vào ngày 1 tháng 11 năm 1931. Phương pháp phanh bằng đường ray răng nguy hiểm bị loại bỏ. Hệ thống đối trọng nước được thay động cơ điện và bắt đầu khai thác trở lại vào 2 tháng 2 năm 1935 sau hơn ba năm gián đoạn.
Hệ thống thứ hai của thang máy đồi Montmartre hoạt động nhờ tời cáp với động cơ điện 50 CV. Buồng thang máy mới chỉ có một ô với sàn nằm ngang, không còn hình bậc cầu thang như trước. Mỗi buồng có thể chứa 50 người, vận tốc 2m/giây, thực hiện đoạn đường trong khoảng thời gian 70 giây.
Năm 1955, hệ thống thang máy đồi Montmartre hoạt động từ 7 tới 21 giờ vào mùa đông và tới 23 giờ vào mùa hè. Để vào thang máy, hành khách sử dụng vé của hệ thống ô tô bus. Trong năm 1962, thang máy đồi Montmartre chuyên chở 1,6 triệu lượt hành khách tuy có đóng cửa vài tuần để tu sửa. Lần mở cửa trở lại, một buổi lễ được tổ chức với sự có mặt của các trẻ em nghèo và Émile Kérembrun, hội trưởng của hội từ thiện có tên Cộng hòa Montmartre.

### Sửa chữa năm 1991

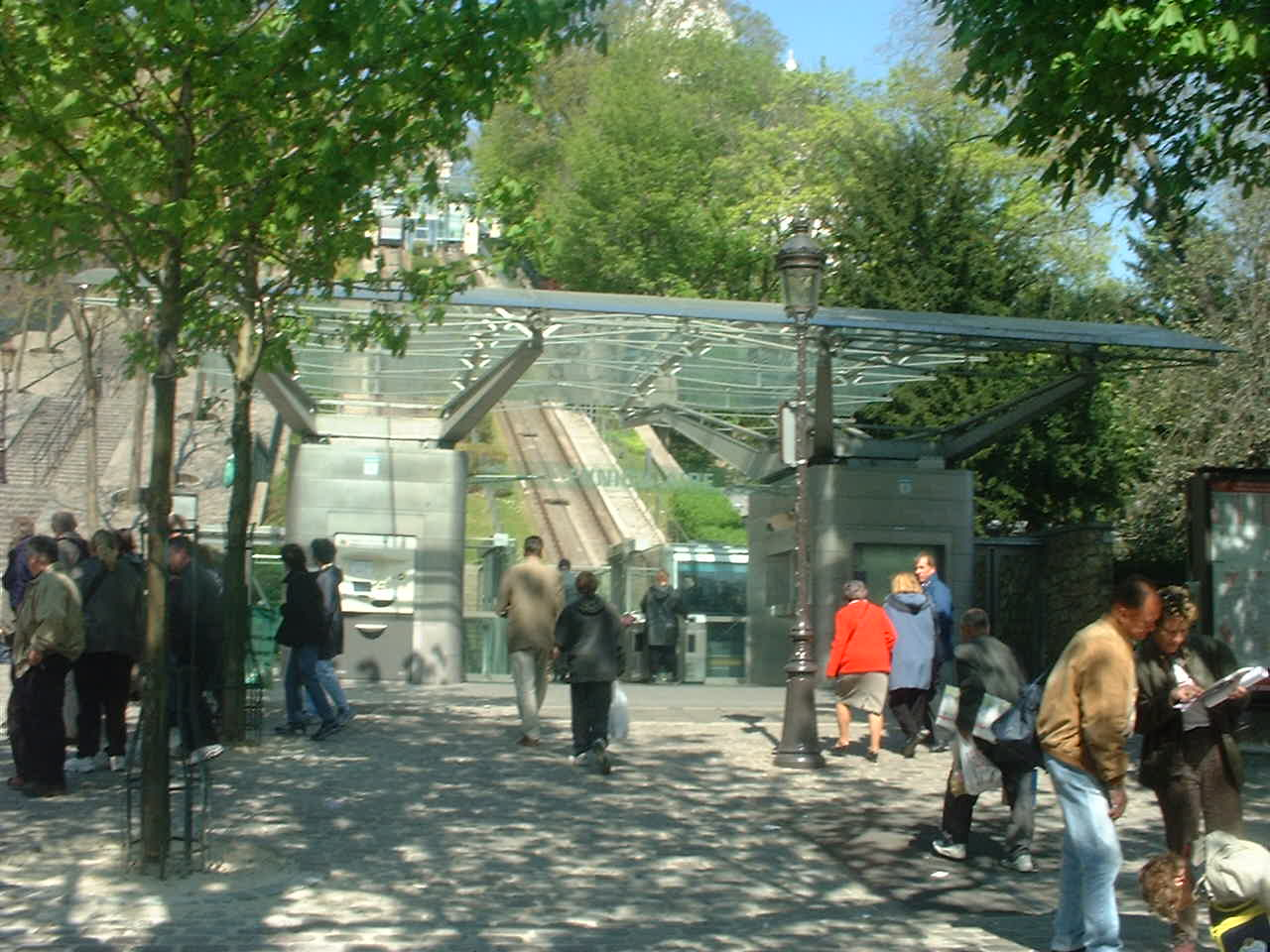
Trạm thang máy dưới chân đồi

Sau 55 năm khai thác, chuyên chở 2 triệu lượt khách mỗi năm, hệ thống thang máy đồi Montmartre được đổi mới lại toàn bộ. Ý tưởng ban đầu của RATP và chính quyền Paris dự định tạo một đường hầm tới tận trạm tàu điện ngầm Anvers. Thế nhưng dự án này bị loại bỏ vì chi phí xây dựng quá cao.
RATP xây dựng lại thang máy trong vòng hai năm. Ngày 1 tháng 1 năm 1990, thang máy đóng cửa, giao thông tạm thời được thay thế bằng xe bus Montmartrobus, hoạt động giữa Pigalle và đỉnh đồi cho tới 5 tháng 11 năm 1991. Các trạm cũ được phá bỏ và xây mới theo bản thiết kế của kiến trúc sư François Deslaugiers, rộng hơn và sử dụng chất liệu kính. Công việc do công ty Schindler thực hiện với tổng chi phí là 43,1 triệu franc.
Lần sửa chữa này, thang máy đồi Montmartre được sử dụng kỹ thuật mới, không còn là một thang máy cổ điển với phương pháp đối trọng. Hai buồng thang máy chuyển động độc lập nhờ động cơ điện lắp ở trạm phía trên với công xuất 130 kW. Mỗi buồng nặng 6 tấn, lên tới 10 tấn khi chứa đông hành khách, cũng dùng chất liệu kính giúp du khách có thể dễ dàng ngắm nhìn quang cảnh thành phố. Hoạt động khai thác được trang bị hoàn toàn tự động: một hệ thống cân điện dưới sàn và rada ở mỗi trạm giúp nhận biết số lượng hành khách. Máy tính sẽ quyết định cho các buồng xuất phát, hiển thị thông báo cho hành khách. Tùy theo lượng khách, vận tốc có thể từ 2 đến 3,5 mét một giây. Các cửa vào cũng tự động đóng và mở tương tự tuyến số 14 của Métro Paris.
Thang máy đồi Montmartre cũng từng bị gặp sự cố kỹ thuật vào 7 tháng 12 năm 2006, lúc 17 giờ 50, tuy nhiên không có ai bị thương.

## Khai thác thương mại
Thang máy đồi Montmartre hiện nay do RATP quản lý, như một phần của hệ thống tàu điện ngầm và sử dụng chung một loại vé. Hai trạm của thang máy được trang bị các cửa xoay đọc cả vé từ và thẻ Navigo. Các vé T+, thuê bao Intégrale, thẻ Orange, Imagine'R... đều sử dụng được ở thang máy đồi Montmartre.
Thang máy đồi Montmartre không có tuyến liên vận, chỉ có tuyến bus đặc biệt Montmartrobus phục vụ khu vực gần đó. Tuy nhiên có hai bến tàu điện ngầm nằm rất gần trạm dưới thấp của thang máy: Anvers của tuyến 2 cách khoảng 200 mét về phía Nam và Abbesses tuyến 12 cách khoảng 350 mét về hướng Tây.
Thang máy đồi Montmartre cũng được coi như một tuyến đặc biệt. Hành khách không thể dùng một vé đơn T+ đã sử dụng ở tàu điện ngầm để vào thang máy và ngược lại, vé dùng ở thang máy cũng sẽ hết giá trị. Điều này khác với các tuyến tàu điện ngầm, hành khách có thể dùng một vé để đi lại trong nhiều tuyến.